# Bad Buchau
Bad Buchau es una localidad del Distrito de Biberach, en Baden-Wurtemberg, al sur de Alemania.
Situada cerca del Lago Federsee, aúna los pueblos de Allmannsweiler, Dürnau, Kanzach, Betzenweiler, Moosburg, Alleshausen, Seekirch, Tiefenbach y Oggelshausen.
En esta localidad se habla principalmente el idioma suabo.
- Datos: Q496489
- Multimedia: Bad Buchau / Q496489

1. ↑  Worldpostalcodes.org, código postal n.º 88422.